# رادوتین (ناحیه پرروف)
رادوتین (به چکی: Radotín) یک منطقهٔ مسکونی در جمهوری چک است که در ناحیه پرروف واقع شده‌است. رادوتین ۲٫۶۴ کیلومتر مربع مساحت و ۱۹۸ نفر جمعیت دارد و ۲۸۸ متر بالاتر از سطح دریا واقع شده‌است.